# Spencer Bloch

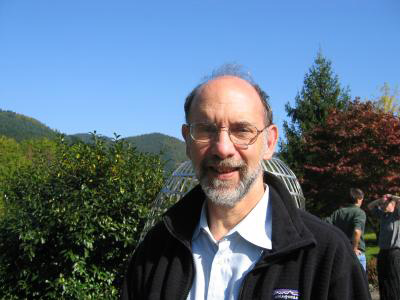
Spencer Bloch (2004)

Spencer Janney Bloch (* 22. Mai 1944 in New York) ist ein US-amerikanischer Mathematiker, der sich mit algebraischer Geometrie und Zahlentheorie beschäftigt.

## Leben und Werk
Bloch studierte bis zu seinem Bachelor-Abschluss 1966 an der Harvard University und wurde 1971 an der Columbia University bei Steven Kleiman mit der Dissertation Algebraic Cohomology Classes on Algebraic Varieties promoviert. Danach war er an der Princeton University, ab 1973 als Assistenzprofessor. Von 1974 bis 1976 war er Associate Professor an der University of Michigan und danach an der University of Chicago, wo er ab 1979 Professor war und er seitdem blieb, von Gastprofessuren in Köln, Kyōto, Bonn, Cambridge und Paris abgesehen. Heute ist er dort R. M. Hutchins Distinguished Service Professor Emeritus.
Bloch war Sloan Research Fellow (und später in deren Auswahlkomitee). Er ist seit 1994 Mitglied der National Academy of Sciences, seit 2009 der American Academy of Arts and Sciences und erhielt 1996 den Humboldt-Forschungspreis. Er war Invited Speaker auf dem Internationalen Mathematikerkongress (ICM) in Helsinki 1978 (Algebraic K-theory and zeta functions of elliptic curves) und Kyōto 1990 (Plenarvortrag: Algebraic K-theory, Motives and Algebraic Cycles). 1982 bis 1989 war er Mitherausgeber des Bulletin of the American Mathematical Society und des American Journal of Mathematics.  Er ist Fellow der American Mathematical Society. Für 2021 wurde ihm der Leroy P. Steele Prize for Lifetime Achievement zugesprochen.
Bloch beschäftigte sich mit algebraischen Zyklen, algebraischer {\displaystyle K}-Theorie und Motiven. Von ihm eingeführte höhere Chow-Gruppen lieferten Kandidaten für die von Alexander Beilinson 1982 vermutete motivische {\displaystyle K}-Theorie von algebraischen Varietäten über Zahlkörpern. Die Bloch-Kato-Vermutungen machen Aussagen über die Werte von {\displaystyle L}-Funktionen projektiver algebraischer Varietäten über Zahlkörpern an ganzzahligen Stellen. Die Bedeutung von analytischen {\displaystyle L}-Funktionen, um Informationen über den algebraischen Aufbau von Zahlkörpern zu erhalten, zeigt sich in älteren Sätzen (wie Dirichlets analytischer Klassenzahlformel) und Vermutungen (wie der Vermutung von Birch und Swinnerton-Dyer), die hier stark verallgemeinert werden. Sie verfeinern die Beilinson-Vermutung von 1984.
Seine grundlegende Arbeit Algebraic Cycles and Higher K-Theory von 1986 erwies sich zunächst als fehlerhaft (Andrei Suslin fand bald nach der Veröffentlichung einen Fehler im Lemma 1.1) und der Fehler konnte erst 1993 korrigiert werden.
In den 1990er und 2000er Jahren beschäftigte er sich unter anderem mit algebro-geometrischen Formulierungen von Chern-Simons-Theorie und störungstheoretischer Renormierung in Quantenfeldtheorien.

## Schriften
- Higher regulators, K-theory and Zeta Functions of Elliptic Curves (Irvine Lectures aus dem Jahr 1978), American Mathematical Society, Providence 2000
- Lectures on algebraic cycles (Vorlesungen Duke University 1979, von der Duke University 1980 herausgegeben), Cambridge University Press 2010
- K2 and algebraic cycles. Ann. of Math. (2) 99 (1974), 349–379.
- mit Ogus: Gersten's conjecture and the homology of schemes. Ann. Sci. École Norm. Sup. (4) 7 (1974), 181–201 (1975).
- Algebraic K-theory and crystalline cohomology. Inst. Hautes Études Sci. Publ. Math. No. 47 (1977), 187–268 (1978).
- Algebraic K-theory and classfield theory for arithmetic surfaces. Ann. of Math. (2) 114 (1981), no. 2, 229–265.
- mit Kato: p-adic étale cohomology. Inst. Hautes Études Sci. Publ. Math. no. 63 (1986), 107–152.
- Algebraic cycles and higher K-theory. Adv. in Math. 61 (1986), no. 3, 267–304.
- The moving lemma for higher Chow groups. J. Algebraic Geom. 3 (1994), no. 3, 537–568.
- mit Esnault: A Riemann-Roch theorem for flat bundles, with values in the algebraic Chern-Simons theory. Ann. of Math. (2) 151 (2000), no. 3, 1025–1070.
- mit Esnault, Kreimer: On motives associated to graph polynomials. Comm. Math. Phys. 267 (2006), no. 1, 181–225.
- mit Esnault, Kerz: p-adic deformation of algebraic cycle classes. Invent. Math. 195 (2014), no. 3, 673–722.

## Verweise
1. ↑  Leroy P. Steele Prize for Lifetime Achievement
2. ↑  Spencer Bloch: Algebraic cycles and higher {\displaystyle K}-theory. Advances in Mathematics, Bd. 61, 1986, S. 267–304.
3. ↑  Spencer Bloch, Kazuya Kato: {\displaystyle L}-functions and Tamagawa numbers of motives. Grothendieck Festschrift Bd. 1, Birkhäuser, 1990, S. 333
4. ↑  Voevodsky, The Origins and Motivations of Univalent Foundations, IAS 2014

| Personendaten    | Personendaten                              |
| ---------------- | ------------------------------------------ |
| NAME             | Bloch, Spencer                             |
| ALTERNATIVNAMEN  | Bloch, Spencer Janney (vollständiger Name) |
| KURZBESCHREIBUNG | US-amerikanischer Mathematiker             |
| GEBURTSDATUM     | 22. Mai 1944                               |
| GEBURTSORT       | New York                                   |